# Franklinella
Franklinella es un género de bacterias gramnegativas de la familia Comamonadaceae. Actualmente (2024) sólo contiene una especie: Franklinella schreckenbergeri. Fue descrito en el año 2022. Su etimología hace referencia a Rosalind Franklin. El nombre de la especie hace referencia al microbiólogo Paul Schreckenberger. Es aerobia, no fermentadora, inmóvil y con forma de bacilo. Forma colonias blanquecinas o amarillentas en agar sangre. No crece en agar MacConkey. Catalasa positiva y oxidasa negativa. Se ha aislado de heridas humanas sin especificar la causa. También se ha detectado en la microbiota oral de gatos y perros. 